# Biketown
A Biketown (más néven Biketown PDX) kerékpármegosztó rendszer az Amerikai Egyesült Államok Oregon államának Portland városában. A Nike finanszírozásával működő rendszert a Portlandi Közlekedési Hivatal megrendelésére a Lyft üzemelteti.
A 2016. július 19-én indult szolgáltatás ezer kerékpárral rendelkezik. Lefedettségi körzete a város központi és keleti területei.

## Története
1984-ben portlandiek egy csoportja a Közösségi Kerékpárosközpont üzemeltetésével az amszterdami mintát követve „sárga bicikli program” ingyenes megosztórendszert tartott fenn, azonban ez a kerékpárok rongálása, lopása és elhasználódása miatt három év után megszűnt. A városi közlekedési hivatal 2009-ben megkezdte egy modern kerékpármegosztó kialakítását.
2011 decemberében az agglomerációs önkormányzat kétmillió dollár támogatást ítélt meg a projektre. Az üzemeltetéssel 2012 decemberében az Alta Bike Share-t bízták meg. A négymillió dolláros költség és a finanszírozás hiánya több csúszáshoz vezetett.
2014 márciusában a rendszer elemeit szállító Bixi csődbe ment, így az indulást 2015-re halasztották. Az Alta Bike Share-t később felvásárolta a Motivate.
2015 szeptemberében a város a Motivate-tel új szerződést kötött. A cég a Social Bicyclestől másfélmillió dollár értékben vásárolt fedélzeti számítógéppel és más felszereléssel ellátott okoskerékpárokat.
2016 januárjában a Nike-kal ötéves szponzorszerződést kötöttek tízmillió dollár értékben. A megosztónak a Biketown nevet adták. 2016. június 13-án a város több részletet is elárult a Biketownnal kapcsolatban, az indulás dátumát pedig július 19-ére tűzték ki. Az első napon ezren, az első hónapban pedig közel kétezer-ötszázan regisztráltak.
A megnyitó részeként százötvenen tekertek át a Tilikum Crossingon. Az első hónapban ötvenkilencezer kölcsönzés történt; 36%-uk éves bérlettel rendelkezett.
A dokkolókat parkolók helyén alakították ki; a hivatalt többen is bírálták a társadalmi egyeztetés hiánya miatt.

## Lefedettség
A dokkolók helyét a közmeghallgatásokon érkezett 4500 válasz alapján választották ki. A 2016-os induláskor 21 km2-en száz tárolót alakítottak ki.
A dokkolók az alábbi városrészekben érhetők el:
- Belváros
- Gyöngynegyed
- Goose Hollow
- Nob Hill
- Rose Quarter
- Lloyd negyed
- Piedmont
- Humboldt
- Kerns
- Buckman
- Hosford–Abernethy

## Díjszabás
A kerékpárokat két módon lehet bérelni: az egyszeri használatkor a feloldás egy dollárba, minden megkezdett perc pedig fél dollárba kerül. 99 dollárért éves bérlet váltható. Az éves bérlettel egyidejűleg öt kerékpárt is fel lehet oldani, bukósisak pedig 25% kedvezménnyel vásárolható. 199 dolláros éves díjért az USA több városában is kedvezménnyel bérelhetőek a Lyft kerékpárjai és rollerei.
A város és a Motivate közötti megegyezés részeként ötszáz személynek 35 dollárért éves bérletet biztosítanak. A középiskolás diákok, idősek és rászorulók a kerékpárokat alkalmanként hatvan percre ingyen igénybe vehetik; az idő túllépésekor percenként öt centet számolnak fel.

## Infrastruktúra
A Nike által tervezett ezer darab kerékpárt a New York-i Social Bicycles gyártotta darabonként ezerötszáz dollárért. A nyolcsebességes biciklik tömege húsz kilogramm, az üléseiket az egyenesen ülő használókhoz igazították. A helymeghatározás és a zárak lehetővé teszik, hogy a bérlés a város bármely kerékpártárolójánál megszakítható legyen, azonban a dokkolón kívüli elhelyezésért kezelési költséget számítanak fel. A kerékpárokat a számítógépen vagy a mobilapplikációban generált PIN-kóddal, illetve tagsági kártyával lehet bérelni. A Biketown Észak-Amerika legnagyobb önbiztosított kerékpármegosztó rendszere.
2016-ban a közlekedési hivatal bejelentette, hogy a mozgáskorlátozottak számára kézi kerékpárokat és tricikliket tesznek elérhetővé. Ezeket nem a dokkolóknál, hanem kerékpárüzletekben lehet bérelni.
2020 szeptemberében a járművek cseréjekor a flotta egy részét selejtezték, 750 darab biciklit pedig egy kanadai kölcsönzőnek adományoztak.

## Biketown WHQ
A Biketown WHQ a Nike munkatársai számára fenntartott kerékpármegosztó. A Biketown nevet Portland városa levédette, de használatát engedélyezték a Nike-nak. Ez régebbi, mint a városi rendszer; fenntartója a Holy Spokes kerékpárüzlet.

## Fordítás
- Ez a szócikk részben vagy egészben  a   Biketown című angol Wikipédia-szócikk ezen változatának fordításán alapul.  Az eredeti cikk szerkesztőit annak laptörténete sorolja fel. Ez a jelzés csupán a megfogalmazás eredetét és a szerzői jogokat jelzi, nem szolgál a cikkben szereplő információk forrásmegjelöléseként.